# Geb
Geb byl staroegyptským bohem země a vlastně samotnou zemí. Egypťané jej považovali za otce všech bohů. Jeho jméno znamená v jazyce starého Egypta též země. Byl pokládán za potomka bohů Šua a Tefnut. Jeho sestrou a chotí byla bohyně nebes Nút, se kterou zplodil pět dětí. Jejich otec Šu je odděluje.
Nejznámější Gebova svatyně se nachází v Iunu, kde byl ctěn jako jeden z tamějšího devatera bohů. Svatyně, kde byl uctíván, se pravděpodobně nacházely také v Mennoferu, Vesetu, Saitě a Behdetu. Byl zobrazován jako člověk s královskou korunou na hlavě, jež někdy byla nahrazována husou, která byla hieroglyfickým znakem jeho jména. Jindy byl zobrazován s hlavou zmije nebo tělem posetým ječmenem.

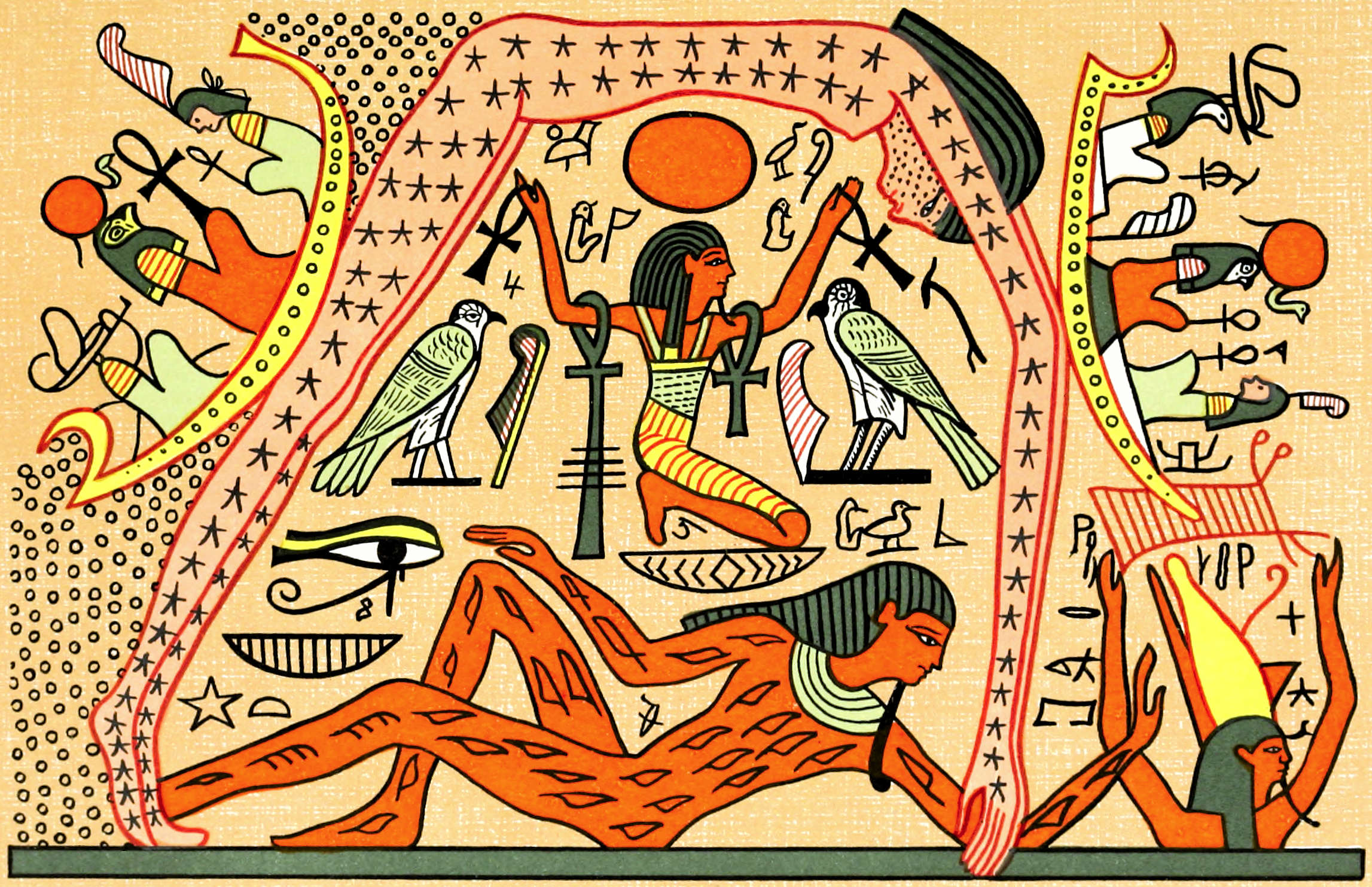
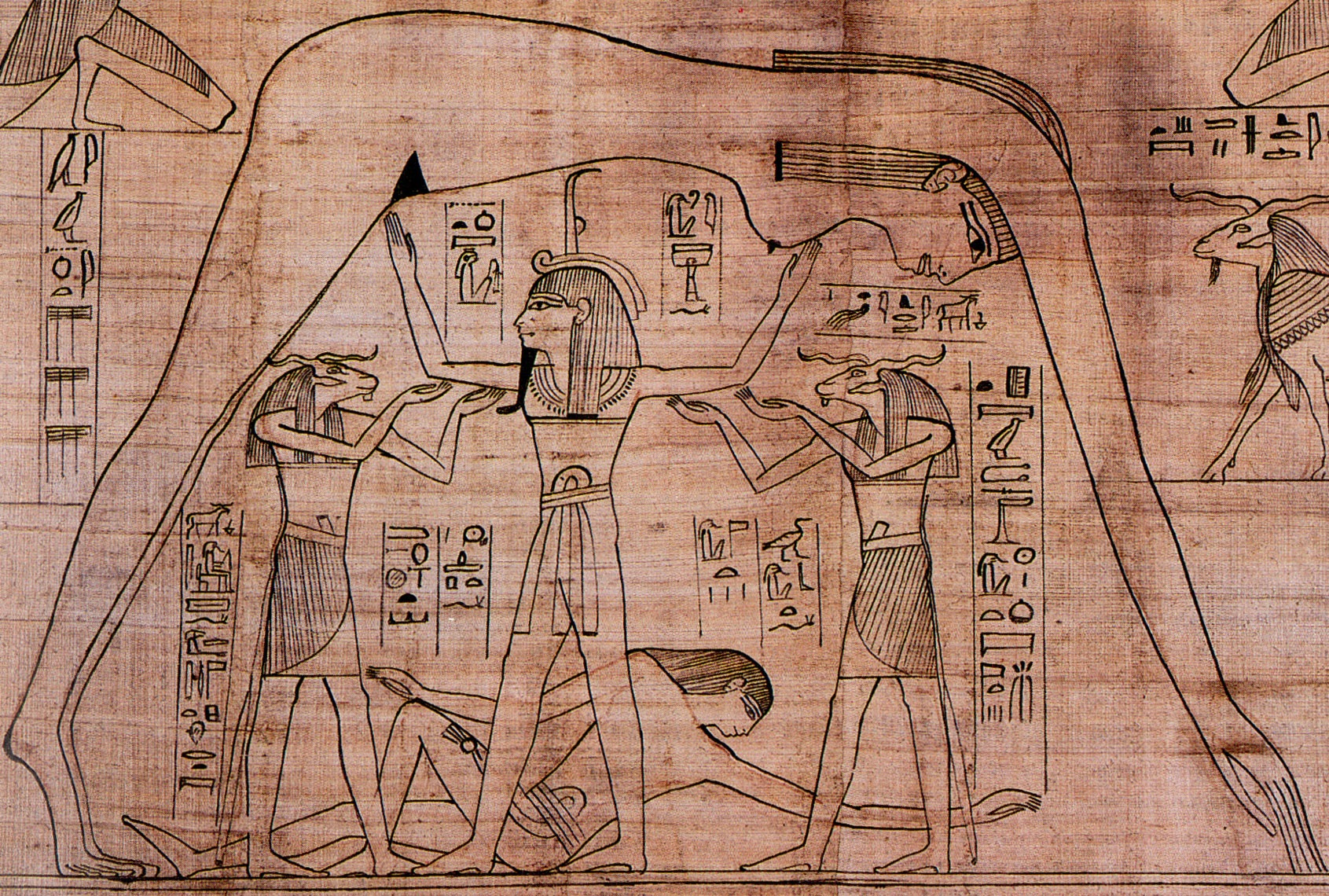
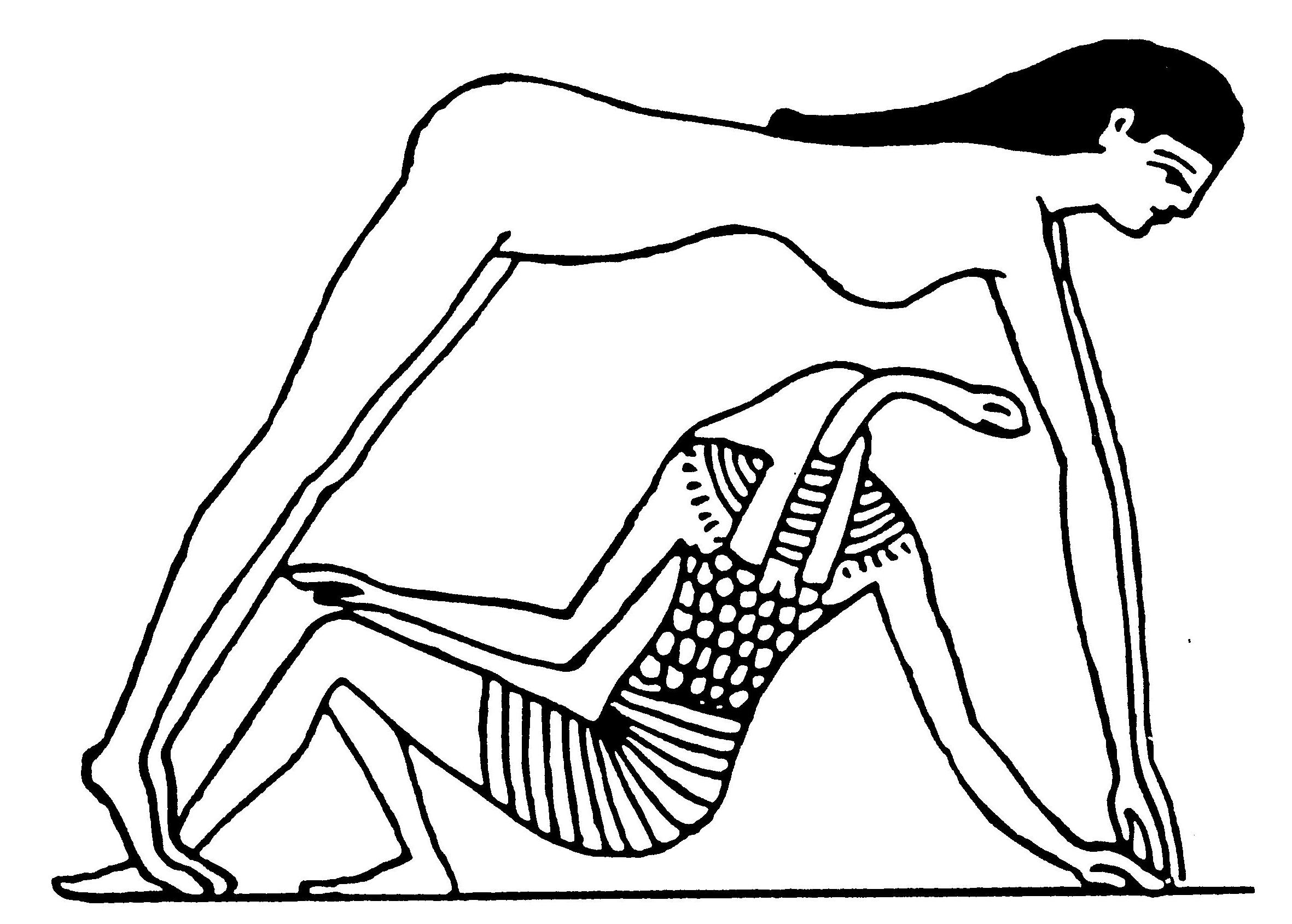